# 陳忠容
陳忠容（1914年6月19日—1997年7月7日），也譯作陳中庸:658，教名伯多祿（Phêrô），筆名王國泰（Vương Quốc Thái），律師，明鄉人，越南共和國政治人物，曾擔任越南共和國國防部長和參議長。

## 早年經歷
陳忠容1914年6月19日出生於河內一個信仰天主教的公務員家庭中。幼時跟隨擔任公司專業幹事的父親陳忠和（Trần Trung Hòa）到老撾生活。回到河內后，他進入阿爾貝‧薩羅中學學習。在完成秀才考試后，他就讀於河內法律大學（Đại học Luật khoa Hà Nội），獲得學士學位。畢業后，他被任命爲知縣，後從事新聞工作。

## 政治活動
陳忠容加入大越國民黨，與黨魁張子英一起參加活動，他们都是法學院的校友。

## 1975年後
西貢陷落後，陳忠容被投進了監獄，直到1988年才被釋放。
1997年7月7日，陳忠容在美國加利福尼亞州橙縣去世。

## 家庭
陳忠容娶了吳廷琰胞妹吳氏黃的女兒阮氏英，兩人有三個女兒和一個兒子。